# Wereldkampioenschap handbal vrouwen 2011
Het 20ste wereldkampioenschap handbal voor vrouwen vond plaats in Brazilië van 3 december tot en met 18 december 2011. 24 nationale teams streden om de wereldtitel.
De winnaar heeft zich gekwalificeerd voor zowel de Olympische Spelen van 2012 als het Wereldkampioenschap in 2013 dat zal plaatsvinden in Servië. De teams die op de tweede tot en met de zevende plaats zijn geëindigd, hebben zich geplaatst voor de kwalificatietoernooien voor de Olympische Spelen van 2012.

## Kandidaat-gastlanden
Op 13 juni 2007 hadden Australië, Brazilië en Nederland hun interesse kenbaar gemaakt aan de Internationale handbalfederatie (IHF). Op 28 mei 2008 maakte de IHF bekend dat Brazilië het toernooi mag organiseren.

## Speelsteden
| Stad                  | Stadion                 | Capaciteit | Wedstrijden |
| --------------------- | ----------------------- | ---------- | ----------- |
| São Paulo             | Geraldo José do Almeida | 11.000     |             |
| São Bernardo do Campo | Adib Moyses Dib         | 7.000      |             |
| Santos                | Arena Santos            | 5.000      |             |
| Barueri               | Jose Correa             | 5.000      |             |

## Gekwalificeerde teams
Gastland
- Brazilië

Titelhouder
- Rusland

Gekwalificeerd na het Afrikaans kampioenschap
- Angola
- Tunesië
- Ivoorkust

Gekwalificeerd na het Europees kampioenschap
- Noorwegen
- Zweden
- Roemenië

Gekwalificeerd na het Aziatisch kampioenschap
- Kazachstan
- Zuid-Korea
- China
- Japan

Gekwalificeerd na het Pan-Amerikaans kampioenschap
- Argentinië
- Cuba
- Uruguay

Gekwalificeerd na het Oceanisch kampioenschap
- Australië

Gekwalificeerd via de play-offs
Acht Europese teams plaatsen zich via de play-offs. De loting vond plaats op 19 december 2010. De heenwedstrijden vinden plaats op 4 en 5 juni terwijl de terugwedstrijden op 11 en 12 juni worden gespeeld.
| Team 1    | Tot.    | Team 2     | 1e wedstr. | 2e wedstr. |
| --------- | ------- | ---------- | ---------- | ---------- |
| Tsjechië  | 48 - 78 | Montenegro | 26 - 42    | 22 - 36    |
| Nederland | 78 - 62 | Turkije    | 40 - 28    | 38 - 34    |
| Spanje    | 58 - 46 | Macedonië  | 37 - 22    | 21 - 24    |
| Frankrijk | 56 – 39 | Slovenië   | 28 - 19    | 28 - 20    |
| Kroatië   | 66 - 56 | Servië     | 36 - 25    | 30 - 31    |
| IJsland   | 61 - 42 | Oekraïne   | 37 - 18    | 24 - 24    |
| Duitsland | 53 - 46 | Hongarije  | 26 - 24    | 27 - 22    |
| Polen     | 35 - 47 | Denemarken | 16 - 23    | 19 - 24    |

## Loting
De loting vond plaats op 2 juli 2011 21:00 uur lokale tijd.

### Pottenindeling
De potten werden op 24 juni 2011 bekendgemaakt.
| Pot 1                                        | Pot 2                                              | Pot 3                                     | Pot 4                                           | Pot 5                               | Pot 6                                   |
| -------------------------------------------- | -------------------------------------------------- | ----------------------------------------- | ----------------------------------------------- | ----------------------------------- | --------------------------------------- |
| - Rusland TH - Noorwegen - Zweden - Roemenië | - Denemarken - Kazachstan - Frankrijk - Montenegro | - Nederland - Kroatië - Brazilië - Angola | - Zuid-Korea - Duitsland - Tunesië - Argentinië | - China - Spanje - Ivoorkust - Cuba | - Japan - IJsland - Uruguay - Australië |

- TH = Titelhouder

## Groepsfase
Een voorlopige schema werd vrijgeven op 24 juni 2011. Brazilië speelde op 2 december 2011 de openingswedstrijd.
- Nummers 1 en 2 van elke groep plaatsen zich voor de kwartfinale

### Groep A
| Pos | Team       | Wed | W | G | V | DV  | DT  | DS  | Ptn |
| --- | ---------- | --- | - | - | - | --- | --- | --- | --- |
| 1   | Noorwegen  | 5   | 4 | 0 | 1 | 152 | 108 | +44 | 8   |
| 2   | Angola     | 5   | 3 | 0 | 2 | 129 | 129 | 0   | 6   |
| 3   | Montenegro | 5   | 3 | 0 | 2 | 143 | 115 | +28 | 6   |
| 4   | IJsland    | 5   | 3 | 0 | 2 | 109 | 112 | −3  | 6   |
| 5   | Duitsland  | 5   | 2 | 0 | 3 | 120 | 126 | −6  | 4   |
| 6   | China      | 5   | 0 | 0 | 5 | 98  | 161 | −63 | 0   |

### Groep B
| Pos | Team       | Wed | W | G | V | DV  | DT  | DS   | Ptn |
| --- | ---------- | --- | - | - | - | --- | --- | ---- | --- |
| 1   | Rusland    | 5   | 5 | 0 | 0 | 181 | 99  | +82  | 10  |
| 2   | Spanje     | 5   | 4 | 0 | 1 | 151 | 108 | +43  | 8   |
| 3   | Zuid-Korea | 6   | 4 | 0 | 2 | 164 | 124 | +40  | 8   |
| 4   | Nederland  | 5   | 2 | 0 | 3 | 164 | 142 | +22  | 4   |
| 5   | Kazachstan | 5   | 1 | 0 | 4 | 113 | 133 | −20  | 2   |
| 6   | Australië  | 5   | 0 | 0 | 5 | 52  | 219 | −167 | 0   |

### Groep C
| Pos | Team      | Wed | W | G | V | DV  | DT  | DS  | Ptn |
| --- | --------- | --- | - | - | - | --- | --- | --- | --- |
| 1   | Brazilië  | 5   | 5 | 0 | 0 | 162 | 128 | +34 | 10  |
| 2   | Frankrijk | 5   | 4 | 0 | 1 | 165 | 103 | +62 | 8   |
| 3   | Roemenië  | 5   | 2 | 1 | 2 | 139 | 155 | −16 | 5   |
| 4   | Japan     | 5   | 2 | 1 | 2 | 138 | 157 | −19 | 5   |
| 5   | Tunesië   | 5   | 1 | 0 | 4 | 141 | 150 | −9  | 2   |
| 6   | Cuba      | 5   | 0 | 0 | 5 | 119 | 172 | −53 | 0   |

### Groep D
| Pos | Team       | Wed | W | G | V | DV  | DT  | DS  | Ptn |
| --- | ---------- | --- | - | - | - | --- | --- | --- | --- |
| 1   | Denemarken | 5   | 5 | 0 | 0 | 148 | 78  | +70 | 10  |
| 2   | Kroatië    | 5   | 4 | 0 | 1 | 150 | 102 | +48 | 8   |
| 3   | Zweden     | 5   | 3 | 0 | 2 | 141 | 97  | +44 | 6   |
| 4   | Ivoorkust  | 5   | 2 | 0 | 3 | 118 | 145 | −27 | 4   |
| 5   | Uruguay    | 5   | 1 | 0 | 4 | 82  | 159 | −77 | 2   |
| 6   | Argentinië | 0   | 0 | 0 | 0 | 77  | 135 | −58 | 0   |

## Knock-outfase
|  | Achtste finale 11 en 12 december | Achtste finale 11 en 12 december |           |    | Kwartfinale 14 december | Kwartfinale 14 december |  |  | Halve finale 16 december | Halve finale 16 december |  |  | Finale 18 december | Finale 18 december |
|  |                                  |                                  |           |    |                         |                         |  |  |                          |                          |  |  |                    |                    |
|  |                                  |                                  |           |    |                         |                         |  |  |                          |                          |  |  |                    |                    |
|  |                                  |                                  |           |    |                         |                         |  |  |                          |                          |  |  |                    |                    |
|  | Rusland                          | 30                               |           |    |                         |                         |  |  |                          |                          |  |  |                    |                    |
|  | Rusland                          | 30                               |           |    |                         |                         |  |  |                          |                          |  |  |                    |                    |
|  | IJsland                          | 19                               |           |    |                         |                         |  |  |                          |                          |  |  |                    |                    |
|  | IJsland                          | 19                               | Rusland   | 23 |                         |                         |  |  |                          |                          |  |  |                    |                    |
|  |                                  |                                  | Rusland   | 23 |                         |                         |  |  |                          |                          |  |  |                    |                    |
|  |                                  | Frankrijk                        | 25        |    |                         |                         |  |  |                          |                          |  |  |                    |                    |
|  | Zweden                           | Frankrijk                        | 25        | 23 |                         |                         |  |  |                          |                          |  |  |                    |                    |
|  | Zweden                           |                                  |           | 23 |                         |                         |  |  |                          |                          |  |  |                    |                    |
|  | Frankrijk                        | 26                               |           |    |                         |                         |  |  |                          |                          |  |  |                    |                    |
|  | Frankrijk                        | 26                               | Frankrijk | 28 |                         |                         |  |  |                          |                          |  |  |                    |                    |
|  |                                  |                                  | Frankrijk | 28 |                         |                         |  |  |                          |                          |  |  |                    |                    |
|  |                                  | Denemarken                       | 23        |    |                         |                         |  |  |                          |                          |  |  |                    |                    |
|  | Angola                           | Denemarken                       | 23        | 30 |                         |                         |  |  |                          |                          |  |  |                    |                    |
|  | Angola                           |                                  |           | 30 |                         |                         |  |  |                          |                          |  |  |                    |                    |
|  | Zuid-Korea                       | 29                               |           |    |                         |                         |  |  |                          |                          |  |  |                    |                    |
|  | Zuid-Korea                       | 29                               | Angola    | 23 |                         |                         |  |  |                          |                          |  |  |                    |                    |
|  |                                  |                                  | Angola    | 23 |                         |                         |  |  |                          |                          |  |  |                    |                    |
|  |                                  | Denemarken                       | 28        |    |                         |                         |  |  |                          |                          |  |  |                    |                    |
|  | Japan                            | Denemarken                       | 28        | 22 |                         |                         |  |  |                          |                          |  |  |                    |                    |
|  | Japan                            |                                  |           | 22 |                         |                         |  |  |                          |                          |  |  |                    |                    |
|  | Denemarken                       | 23                               |           |    |                         |                         |  |  |                          |                          |  |  |                    |                    |
|  | Denemarken                       | 23                               | Frankrijk | 24 |                         |                         |  |  |                          |                          |  |  |                    |                    |
|  |                                  |                                  | Frankrijk | 24 |                         |                         |  |  |                          |                          |  |  |                    |                    |
|  |                                  | Noorwegen                        | 32        |    |                         |                         |  |  |                          |                          |  |  |                    |                    |
|  | Noorwegen                        | Noorwegen                        | 32        | 34 |                         |                         |  |  |                          |                          |  |  |                    |                    |
|  | Noorwegen                        |                                  |           | 34 |                         |                         |  |  |                          |                          |  |  |                    |                    |
|  | Nederland                        | 22                               |           |    |                         |                         |  |  |                          |                          |  |  |                    |                    |
|  | Nederland                        | 22                               | Noorwegen | 30 |                         |                         |  |  |                          |                          |  |  |                    |                    |
|  |                                  |                                  | Noorwegen | 30 |                         |                         |  |  |                          |                          |  |  |                    |                    |
|  |                                  | Kroatië                          | 25        |    |                         |                         |  |  |                          |                          |  |  |                    |                    |
|  | Roemenië                         | Kroatië                          | 25        | 27 |                         |                         |  |  |                          |                          |  |  |                    |                    |
|  | Roemenië                         |                                  |           | 27 |                         |                         |  |  |                          |                          |  |  |                    |                    |
|  | Kroatië                          | 28                               |           |    |                         |                         |  |  |                          |                          |  |  |                    |                    |
|  | Kroatië                          | 28                               | Noorwegen | 30 |                         |                         |  |  |                          |                          |  |  |                    |                    |
|  |                                  |                                  | Noorwegen | 30 |                         |                         |  |  |                          |                          |  |  |                    |                    |
|  |                                  | Spanje                           | 22        |    | Derde plaats            | Derde plaats            |  |  |                          |                          |  |  |                    |                    |
|  | Spanje                           | Spanje                           | 22        | 23 | Derde plaats            | Derde plaats            |  |  |                          |                          |  |  |                    |                    |
|  | Spanje                           |                                  |           | 23 |                         |                         |  |  |                          |                          |  |  |                    |                    |
|  | Montenegro                       | 19                               |           |    |                         |                         |  |  |                          |                          |  |  |                    |                    |
|  | Montenegro                       | 19                               | Spanje    | 27 | Denemarken              | 18                      |  |  |                          |                          |  |  |                    |                    |
|  |                                  |                                  | Spanje    | 27 | Denemarken              | 18                      |  |  |                          |                          |  |  |                    |                    |
|  |                                  | Brazilië                         | 26        |    | Spanje                  | 24                      |  |  |                          |                          |  |  |                    |                    |
|  | Ivoorkust                        | Brazilië                         | 26        | 22 | Spanje                  | 24                      |  |  |                          |                          |  |  |                    |                    |
|  | Ivoorkust                        |                                  |           | 22 |                         |                         |  |  |                          |                          |  |  |                    |                    |
|  | Brazilië                         | 35                               |           |    |                         |                         |  |  |                          |                          |  |  |                    |                    |
|  | Brazilië                         | 35                               |           |    |                         |                         |  |  |                          |                          |  |  |                    |                    |

#### Overige plaatsen
| 11 december 2011 14:45 uur | Duitsland    | 37 – 14         | Kazachstan   | Ginásio do Ibirapuera, São Paulo Toeschouwers: 100 Scheidsrechters: Arntsen, Gullaksen (NOR) |
| 11 december 2011 14:45 uur | Nadgornaja 6 | (15 – 6)        | Volnukhina 6 | Ginásio do Ibirapuera, São Paulo Toeschouwers: 100 Scheidsrechters: Arntsen, Gullaksen (NOR) |
| 11 december 2011 14:45 uur | 2×           | FTR/MTR PbP/OMR | 3× 5× 1×     | Ginásio do Ibirapuera, São Paulo Toeschouwers: 100 Scheidsrechters: Arntsen, Gullaksen (NOR) |

| 11 december 2011 17:30 uur | Tunesië    | 34 – 17         | Uruguay | Ginásio do Ibirapuera, São Paulo Toeschouwers: 100 Scheidsrechters: García, Marin (ESP) |
| 11 december 2011 17:30 uur | Elghaoui 9 | (14 – 10)       | Palla 4 | Ginásio do Ibirapuera, São Paulo Toeschouwers: 100 Scheidsrechters: García, Marin (ESP) |
| 11 december 2011 17:30 uur | 3×         | FTR/MTR PbP/OMR | 3× 4×   | Ginásio do Ibirapuera, São Paulo Toeschouwers: 100 Scheidsrechters: García, Marin (ESP) |

| 11 december 2011 20:15 uur | China          | 45 – 11         | Australië | Ginásio do Ibirapuera, São Paulo Toeschouwers: 100 Scheidsrechters: Hizaki, Ikebuchi (JPN) |
| 11 december 2011 20:15 uur | Lan Chunlei 11 | (22 – 4)        | Cook 4    | Ginásio do Ibirapuera, São Paulo Toeschouwers: 100 Scheidsrechters: Hizaki, Ikebuchi (JPN) |
| 11 december 2011 20:15 uur | 2×             | FTR/MTR PbP/OMR | 3× 2×     | Ginásio do Ibirapuera, São Paulo Toeschouwers: 100 Scheidsrechters: Hizaki, Ikebuchi (JPN) |

| 11 december 2011 22:30 uur | Cuba     | 25 – 20         | Argentinië | Ginásio do Ibirapuera, São Paulo Toeschouwers: 100 Scheidsrechters: Al Suwaidi, Bamatraf (QAT) |
| 11 december 2011 22:30 uur | Lusson 9 | (12 – 11)       | Mendoza 4  | Ginásio do Ibirapuera, São Paulo Toeschouwers: 100 Scheidsrechters: Al Suwaidi, Bamatraf (QAT) |
| 11 december 2011 22:30 uur | 2× 11×   | FTR/MTR PbP/OMR | 3× 7×      | Ginásio do Ibirapuera, São Paulo Toeschouwers: 100 Scheidsrechters: Al Suwaidi, Bamatraf (QAT) |

#### 17e plaats
| 12 december 2011 20:15 uur | Duitsland     | 33 – 25         | Tunesië   | Ginásio do Ibirapuera, São Paulo Toeschouwers: 800 Scheidsrechters: Marina, Minore (ARG) |
| 12 december 2011 20:15 uur | Nadgornaja 11 | (16 – 14)       | Chebbah 5 | Ginásio do Ibirapuera, São Paulo Toeschouwers: 800 Scheidsrechters: Marina, Minore (ARG) |
| 12 december 2011 20:15 uur | 2× 3×         | FTR/MTR PbP/OMR | 3× 2×     | Ginásio do Ibirapuera, São Paulo Toeschouwers: 800 Scheidsrechters: Marina, Minore (ARG) |

#### 19e plaats
| 12 december 2011 14:45 uur | Kazachstan    | 31 - 22         | Uruguay  | Ginásio do Ibirapuera, São Paulo Toeschouwers: 100 Scheidsrechters: Menezes, Pinto (BRA) |
| 12 december 2011 14:45 uur | Volnukhina 12 | (17 - 9)        | Castro 8 | Ginásio do Ibirapuera, São Paulo Toeschouwers: 100 Scheidsrechters: Menezes, Pinto (BRA) |
| 12 december 2011 14:45 uur | 3× 4×         | FTR/MTR PbP/OMR | 3× 4×    | Ginásio do Ibirapuera, São Paulo Toeschouwers: 100 Scheidsrechters: Menezes, Pinto (BRA) |

#### 21e plaats
| 12 december 2011 23:00 uur | China    | 30 – 29         | Cuba      | Ginásio Adib Moyses Dib, São Bernardo do Campo Toeschouwers: 200 Scheidsrechters: Abid, Chaouch (TUN) |
| 12 december 2011 23:00 uur | Li Yao 8 | (15 – 13)       | Lusson 10 | Ginásio Adib Moyses Dib, São Bernardo do Campo Toeschouwers: 200 Scheidsrechters: Abid, Chaouch (TUN) |
| 12 december 2011 23:00 uur | 3× 1×    | FTR/MTR PbP/OMR | 3× 2×     | Ginásio Adib Moyses Dib, São Bernardo do Campo Toeschouwers: 200 Scheidsrechters: Abid, Chaouch (TUN) |

#### 23e plaats
| 12 december 2011 14:45 uur | Australië       | 12 – 30         | Argentinië | Ginásio Adib Moyses Dib, São Bernardo do Campo Toeschouwers: 100 Scheidsrechters: Liu, Liu (CHN) |
| 12 december 2011 14:45 uur | Hudson-Gofers 4 | (4 – 12)        | Ferrea 7   | Ginásio Adib Moyses Dib, São Bernardo do Campo Toeschouwers: 100 Scheidsrechters: Liu, Liu (CHN) |
| 12 december 2011 14:45 uur | 3×              | FTR/MTR PbP/OMR | 3× 1×      | Ginásio Adib Moyses Dib, São Bernardo do Campo Toeschouwers: 100 Scheidsrechters: Liu, Liu (CHN) |

#### Achtste finales
| 11 december 2011 17:30 uur | Zuid-Korea       | 29 - 30         | Angola     | Arena Santos, Santos Toeschouwers: 600 Scheidsrechters: Bonaventura, Bonaventura (FRA) |
| 11 december 2011 17:30 uur | Choi Im-jeong 10 | (13 - 13)       | L. Kiala 7 | Arena Santos, Santos Toeschouwers: 600 Scheidsrechters: Bonaventura, Bonaventura (FRA) |
| 11 december 2011 17:30 uur | 2× 7×            | FTR/MTR PbP/OMR | 3× 2×      | Arena Santos, Santos Toeschouwers: 600 Scheidsrechters: Bonaventura, Bonaventura (FRA) |

| 11 december 2011 17:30 uur | Rusland    | 30 - 19         | IJsland       | Ginásio José Corrêa, Barueri Toeschouwers: 400 Scheidsrechters: Marina, Minore (ARG) |
| 11 december 2011 17:30 uur | Postnova 7 | (15 - 12)       | Knútsdóttir 4 | Ginásio José Corrêa, Barueri Toeschouwers: 400 Scheidsrechters: Marina, Minore (ARG) |
| 11 december 2011 17:30 uur | 4× 5×      | FTR/MTR PbP/OMR | 4× 5×         | Ginásio José Corrêa, Barueri Toeschouwers: 400 Scheidsrechters: Marina, Minore (ARG) |

| 11 december 2011 20:15 uur | Noorwegen | 34 - 22         | Nederland               | Arena Santos, Santos Toeschouwers: 700 Scheidsrechters: Menezes, Pinto (BRA) |
| 11 december 2011 20:15 uur | Løke 8    | (15 - 11)       | van der Heijden, Bont 5 | Arena Santos, Santos Toeschouwers: 700 Scheidsrechters: Menezes, Pinto (BRA) |
| 11 december 2011 20:15 uur | 3× 4×     | FTR/MTR PbP/OMR | 3× 4×                   | Arena Santos, Santos Toeschouwers: 700 Scheidsrechters: Menezes, Pinto (BRA) |

| 11 december 2011 20:15 uur | Montenegro  | 19 - 23         | Spanje      | Ginásio José Corrêa, Barueri Toeschouwers: 400 Scheidsrechters: Gjeding, Hansen (DEN) |
| 11 december 2011 20:15 uur | Jovanović 5 | (9 - 11)        | E. Pinedo 7 | Ginásio José Corrêa, Barueri Toeschouwers: 400 Scheidsrechters: Gjeding, Hansen (DEN) |
| 11 december 2011 20:15 uur | 4× 3×       | FTR/MTR PbP/OMR | 2×          | Ginásio José Corrêa, Barueri Toeschouwers: 400 Scheidsrechters: Gjeding, Hansen (DEN) |

| 12 december 2011 17:30 uur | Zweden                | 23 - 26         | Frankrijk  | Ginásio do Ibirapuera, São Paulo Toeschouwers: 400 Scheidsrechters: Gubica, Milošević (CRO) |
| 12 december 2011 17:30 uur | Torstenson, Gulldén 5 | (15 - 12)       | Baudouin 6 | Ginásio do Ibirapuera, São Paulo Toeschouwers: 400 Scheidsrechters: Gubica, Milošević (CRO) |
| 12 december 2011 17:30 uur | 3× 2×                 | FTR/MTR PbP/OMR | 3×         | Ginásio do Ibirapuera, São Paulo Toeschouwers: 400 Scheidsrechters: Gubica, Milošević (CRO) |

| 12 december 2011 17:30 uur | Roemenië | 27 - 28         | Kroatië   | Ginásio Adib Moyses Dib, São Bernardo do Campo Toeschouwers: 300 Scheidsrechters: Kliko, Johansson (SWE) |
| 12 december 2011 17:30 uur | Șoit 6   | (18 - 15)       | Penezić 6 | Ginásio Adib Moyses Dib, São Bernardo do Campo Toeschouwers: 300 Scheidsrechters: Kliko, Johansson (SWE) |
| 12 december 2011 17:30 uur | 3× 5×    | FTR/MTR PbP/OMR | 4×        | Ginásio Adib Moyses Dib, São Bernardo do Campo Toeschouwers: 300 Scheidsrechters: Kliko, Johansson (SWE) |

| 12 december 2011 20:15 uur | Denemarken                              | 23 - 22 (n.V.)  | Japan   | Ginásio Adib Moyses Dib, São Bernardo do Campo Toeschouwers: 500 Scheidsrechters: Cohen, Peretz (ISR) |
| 12 december 2011 20:15 uur | Troelsen 6                              | (9 - 11)        | Fujii 8 | Ginásio Adib Moyses Dib, São Bernardo do Campo Toeschouwers: 500 Scheidsrechters: Cohen, Peretz (ISR) |
| 12 december 2011 20:15 uur | 4×                                      | FTR/MTR PbP/OMR | 3× 1×   | Ginásio Adib Moyses Dib, São Bernardo do Campo Toeschouwers: 500 Scheidsrechters: Cohen, Peretz (ISR) |
| 12 december 2011 20:15 uur | Regulier: 19 - 19 Verlenging(en): 4 - 3 |                 |         | Ginásio Adib Moyses Dib, São Bernardo do Campo Toeschouwers: 500 Scheidsrechters: Cohen, Peretz (ISR) |

| 12 december 2011 23:00 uur | Brazilië         | 35 - 22         | Ivoorkust | Ginásio do Ibirapuera, São Paulo Toeschouwers: 4.000 Scheidsrechters: Hizaki, Ikebuchi (JPN) |
| 12 december 2011 23:00 uur | do Nascimento 10 | (15 - 8)        | Mambo 8   | Ginásio do Ibirapuera, São Paulo Toeschouwers: 4.000 Scheidsrechters: Hizaki, Ikebuchi (JPN) |
| 12 december 2011 23:00 uur | 2× 1×            | FTR/MTR PbP/OMR | 3× 1×     | Ginásio do Ibirapuera, São Paulo Toeschouwers: 4.000 Scheidsrechters: Hizaki, Ikebuchi (JPN) |

#### Kwartfinales
| 14 december 2011 14:45 uur | Rusland | 23 - 25         | Frankrijk   | Ginásio do Ibirapuera, São Paulo Toeschouwers: 2.000 Scheidsrechters: García, Marin (ESP) |
| 14 december 2011 14:45 uur | Turey 7 | (12 - 13)       | Lacrabere 5 | Ginásio do Ibirapuera, São Paulo Toeschouwers: 2.000 Scheidsrechters: García, Marin (ESP) |
| 14 december 2011 14:45 uur | 3× 5×   | FTR/MTR PbP/OMR | 3× 4×       | Ginásio do Ibirapuera, São Paulo Toeschouwers: 2.000 Scheidsrechters: García, Marin (ESP) |

| 14 december 2011 17:30 uur | Angola   | 23 - 28         | Denemarken | Ginásio do Ibirapuera, São Paulo Toeschouwers: 2.000 Scheidsrechters: Gatelis, Mazeika (LTU) |
| 14 december 2011 17:30 uur | Carlos 7 | (11 - 15)       | Nørgaard 7 | Ginásio do Ibirapuera, São Paulo Toeschouwers: 2.000 Scheidsrechters: Gatelis, Mazeika (LTU) |
| 14 december 2011 17:30 uur | 1× 2×    | FTR/MTR PbP/OMR | 4×         | Ginásio do Ibirapuera, São Paulo Toeschouwers: 2.000 Scheidsrechters: Gatelis, Mazeika (LTU) |

| 14 december 2011 20:15 uur | Kroatië   | 25 - 30         | Noorwegen | Ginásio do Ibirapuera, São Paulo Toeschouwers: 1.300 Scheidsrechters: Al Suwaidi, Bumatraf (QAT) |
| 14 december 2011 20:15 uur | Penezić 4 | (12 - 16)       | Løke 8    | Ginásio do Ibirapuera, São Paulo Toeschouwers: 1.300 Scheidsrechters: Al Suwaidi, Bumatraf (QAT) |
| 14 december 2011 20:15 uur | 4× 5× 1×  | FTR/MTR PbP/OMR | 3× 5×     | Ginásio do Ibirapuera, São Paulo Toeschouwers: 1.300 Scheidsrechters: Al Suwaidi, Bumatraf (QAT) |

| 14 december 2011 23:00 uur | Spanje   | 27 - 26         | Brazilië                   | Ginásio do Ibirapuera, São Paulo Toeschouwers: 6.000 Scheidsrechters: Gjeding, Hansen (DEN) |
| 14 december 2011 23:00 uur | Martín 8 | (19 - 17)       | do Nascimento, Cavaleiro 7 | Ginásio do Ibirapuera, São Paulo Toeschouwers: 6.000 Scheidsrechters: Gjeding, Hansen (DEN) |
| 14 december 2011 23:00 uur | 3× 5×    | FTR/MTR PbP/OMR | 4× 6×                      | Ginásio do Ibirapuera, São Paulo Toeschouwers: 6.000 Scheidsrechters: Gjeding, Hansen (DEN) |

#### Wedstrijden plek 5 t/m 8
| 16 december 2011 14:45 uur | Rusland     | 41 - 31         | Angola      | Ginásio do Ibirapuera, São Paulo Toeschouwers: 200 Scheidsrechters: Coulibaly, Diabate (CIV) |
| 16 december 2011 14:45 uur | Shipilova 6 | (17 - 18)       | Calandula 5 | Ginásio do Ibirapuera, São Paulo Toeschouwers: 200 Scheidsrechters: Coulibaly, Diabate (CIV) |
| 16 december 2011 14:45 uur | 1× 5×       | FTR/MTR PbP/OMR | 3× 5×       | Ginásio do Ibirapuera, São Paulo Toeschouwers: 200 Scheidsrechters: Coulibaly, Diabate (CIV) |

| 16 december 2011 17:30 uur | Kroatië    | 31 - 32         | Brazilië        | Ginásio do Ibirapuera, São Paulo Toeschouwers: 200 Scheidsrechters: Kliko, Johansson (SWE) |
| 16 december 2011 17:30 uur | Penezić 10 | (15 - 14)       | do Nascimento 7 | Ginásio do Ibirapuera, São Paulo Toeschouwers: 200 Scheidsrechters: Kliko, Johansson (SWE) |
| 16 december 2011 17:30 uur | 3× 4×      | FTR/MTR PbP/OMR | 3× 4×           | Ginásio do Ibirapuera, São Paulo Toeschouwers: 200 Scheidsrechters: Kliko, Johansson (SWE) |

| 18 december 2011 12:00 uur | Rusland    | 20 - 36         | Brazilië        | Ginásio do Ibirapuera, São Paulo Toeschouwers: 1.500 Scheidsrechters: Bonaventura, Bonaventura (FRA) |
| 18 december 2011 12:00 uur | Bliznova 5 | (11 - 18)       | do Nascimento 8 | Ginásio do Ibirapuera, São Paulo Toeschouwers: 1.500 Scheidsrechters: Bonaventura, Bonaventura (FRA) |
| 18 december 2011 12:00 uur | 3×         | FTR/MTR PbP/OMR | 2× 3×           | Ginásio do Ibirapuera, São Paulo Toeschouwers: 1.500 Scheidsrechters: Bonaventura, Bonaventura (FRA) |

| 18 december 2011 14:45 uur | Angola             | 29 - 32         | Kroatië  | Ginásio do Ibirapuera, São Paulo Toeschouwers: 500 Scheidsrechters: Arntsen, Gullaksen (NOR) |
| 18 december 2011 14:45 uur | L. Kiala, Carlos 7 | (12 - 14)       | Zebić 11 | Ginásio do Ibirapuera, São Paulo Toeschouwers: 500 Scheidsrechters: Arntsen, Gullaksen (NOR) |
| 18 december 2011 14:45 uur | 3× 2×              | FTR/MTR PbP/OMR | 2× 3×    | Ginásio do Ibirapuera, São Paulo Toeschouwers: 500 Scheidsrechters: Arntsen, Gullaksen (NOR) |

#### Halve finales
| 16 december 2011 20:15 uur | Frankrijk    | 28 – 23         | Denemarken  | Ginásio do Ibirapuera, São Paulo Toeschouwers: 1.500 Scheidsrechters: Gubica, Milošević (CRO) |
| 16 december 2011 20:15 uur | Lacrabère 10 | (14 – 12)       | Jørgensen 7 | Ginásio do Ibirapuera, São Paulo Toeschouwers: 1.500 Scheidsrechters: Gubica, Milošević (CRO) |
| 16 december 2011 20:15 uur | 3×           | FTR/MTR PbP/OMR | 2× 5×       | Ginásio do Ibirapuera, São Paulo Toeschouwers: 1.500 Scheidsrechters: Gubica, Milošević (CRO) |

| 16 december 2011 23:00 uur | Noorwegen | 30 – 22         | Spanje    | Ginásio do Ibirapuera, São Paulo Toeschouwers: 2.500 Scheidsrechters: Gatelis, Mazeika (LTU) |
| 16 december 2011 23:00 uur | Løke 7    | (16 – 9)        | Aguilar 6 | Ginásio do Ibirapuera, São Paulo Toeschouwers: 2.500 Scheidsrechters: Gatelis, Mazeika (LTU) |
| 16 december 2011 23:00 uur | 3× 4×     | FTR/MTR PbP/OMR | 4× 3×     | Ginásio do Ibirapuera, São Paulo Toeschouwers: 2.500 Scheidsrechters: Gatelis, Mazeika (LTU) |

#### Troostfinale
| 18 december 2011 17:30 uur | Denemarken | 18 – 24         | Spanje    | Ginásio do Ibirapuera, São Paulo Toeschouwers: 2.000 Scheidsrechters: Cohen, Peretz (ISR) |
| 18 december 2011 17:30 uur | Nørgaard 4 | (9 – 9)         | Martín 10 | Ginásio do Ibirapuera, São Paulo Toeschouwers: 2.000 Scheidsrechters: Cohen, Peretz (ISR) |
| 18 december 2011 17:30 uur | 4×         | FTR/MTR PbP/OMR | 3×        | Ginásio do Ibirapuera, São Paulo Toeschouwers: 2.000 Scheidsrechters: Cohen, Peretz (ISR) |

#### Finale
| 18 december 2011 20:15 uur | Frankrijk        | 24 – 32         | Noorwegen         | Ginásio do Ibirapuera, São Paulo Toeschouwers: 4.000 Scheidsrechters: Gubica, Milošević (CRO) |
| 18 december 2011 20:15 uur | Spincer, Mendy 4 | (13 – 19)       | Lunde-Borgersen 6 | Ginásio do Ibirapuera, São Paulo Toeschouwers: 4.000 Scheidsrechters: Gubica, Milošević (CRO) |
| 18 december 2011 20:15 uur | 3× 5×            | FTR/MTR PbP/OMR | 3× 2×             | Ginásio do Ibirapuera, São Paulo Toeschouwers: 4.000 Scheidsrechters: Gubica, Milošević (CRO) |

## Eindrangschikking en onderscheidingen

### Eindrangschikking
| Rang | Team       |
| ---- | ---------- |
|      | Noorwegen  |
|      | Frankrijk  |
|      | Spanje     |
| 4    | Denemarken |
| 5    | Brazilië   |
| 6    | Rusland    |
| 7    | Kroatië    |
| 8    | Angola     |
| 9    | Zweden     |
| 10   | Montenegro |
| 11   | Zuid-Korea |
| 12   | IJsland    |
| 13   | Roemenië   |
| 14   | Japan      |
| 15   | Nederland  |
| 16   | Ivoorkust  |
| 17   | Duitsland  |
| 18   | Tunesië    |
| 19   | Kazachstan |
| 20   | Uruguay    |
| 21   | China      |
| 22   | Cuba       |
| 23   | Argentinië |
| 24   | Australië  |

|  | Gekwalificeerd voor Olympische Spelen 2012 en WK 2013 |
|  | Gekwalificeerd voor het OKT 2012                      |

| 2011 Wereldkampioen vrouwen · Noorwegen · 2e titel Selectie: Kari Grimsbø, Mari Molid, Stine Bredal Oftedal, Ida Alstad, Heidi Løke, Tonje Nøstvold, Karoline Dyhre Breivang, Kristine Lunde, Kari Mette Johansen, Marit Malm Frafjord, Katrine Lunde Haraldsen, Linn Jørum Sulland, Linn-Kristin Riegelhuth, Gøril Snorroeggen, Amanda Kurtovic en Camilla Herrem. · Bondscoach: Thorir Hergeirsson. |